# Bijbaniya
Bijbaniya – gaun wikas samiti w środkowej części Nepalu w strefie Narajani w dystrykcie Parsa. Według nepalskiego spisu powszechnego z 2001 roku liczył on 446 gospodarstw domowych i 3172 mieszkańców (1497 kobiet i 1675 mężczyzn).